# ГЕС Златоличе
ГЕС Златоличе — гідроелектростанція у Словенії. Знаходячись між ГЕС Мариборскі Оток (вище по течії) та ГЕС Формін, входить до складу каскаду на річці Драва, великій правій притоці Дунаю.
У межах проєкту річку перекрили бетонною греблею висотою 54 м та довжиною 50 м, яка утворила витягнуте по долині Драви на 6,5 км водосховище з площею поверхні 0,9 км2 та об'ємом 4,5 млн м3. Із нього бере початок прокладений по правобережжю дериваційний канал, підвідна частина якого має довжину 17,2 км.
У перекриваючому канал машинному залі встановили дві турбіни типу Каплан загальною потужністю 126 МВт, які використовують напір у 33 м та забезпечують виробництво 577 млн кВт·год електроенергії на рік.
Відпрацьована вода для повернення у Драву прямує по відвідній ділянці каналу довжиною 6,2 км.
Видача продукції відбувається по ЛЕП, розрахованій на роботу під напругою 110 кВ.